# Alexandr Stukalin
Alexandr Stukalin –en ruso, Александр Стукалин – (19 de febrero de 1981) es un deportista ruso que compitió en esgrima, especialista en la modalidad de florete.
Ganó una medalla de bronce en el Campeonato Mundial de Esgrima de 2009 y dos medallas en el Campeonato Europeo de Esgrima, plata en 2009 y bronce en 2003.

## Palmarés internacional
| Campeonato Mundial | Campeonato Mundial | Campeonato Mundial | Campeonato Mundial  |
| Año                | Lugar              | Medalla            | Prueba              |
| ------------------ | ------------------ | ------------------ | ------------------- |
| 2009               | Antalya (Turquía)  | Medalla de bronce  | Florete por equipos |
| Campeonato Europeo |                    |                    |                     |
| Año                | Lugar              | Medalla            | Prueba              |
| 2003               | Bourges (Francia)  | Medalla de bronce  | Florete por equipos |
| 2009               | Plovdiv (Bulgaria) | Medalla de plata   | Florete por equipos |